# (39809) Fukuchan
(39809) Fukuchan (1997 WB30) – planetoida z pasa głównego asteroid okrążająca Słońce w ciągu 3,33 lat w średniej odległości 2,23 j.a. Odkryta 30 listopada 1997 roku.